# Australian Open de 2008 - Duplas femininas
Detalhes de Duplas Femininas do Open da Austrália de 2008.
As campeões foram a dupla formada pelas irmãs  ucranianas Alona Bondarenko e  Kateryna Bondarenko, que venceram na final por 
2–6, 6–1, 6–4, a dupla formada pela israelense Shahar Peer e pela bielorrussa Victoria Azarenka.